# كيم تشانمي
كيم تشانمي (بالكورية: 김찬미)‏ هي مغنية كورية جنوبية ولدت يوم 19 يونيو 1996 في غومي في كوريا الجنوبية.

## روابط خارجية
- كيم تشانمي على موقع IMDb (الإنجليزية)
- كيم تشانمي على موقع ميوزك برينز (الإنجليزية)
- كيم تشانمي على موقع ديسكوغز (الإنجليزية)